# 為什麼東堂院聖也16歲還交不到女朋友？
《為什麼東堂院聖也16歲還交不到女朋友？》（日語：なぜ東堂院聖也19歳は彼女が出来ないのか?）是由内乃秋也、茂木完田創作的日本漫畫作品。於講談社漫畫雜誌《月刊少年Rival》2011年6月号至2014年7月号（最終号）期間連載。作品完結之後，於《月刊少年Rival》休刊後移至「Manga Box」，再次從第1話重新開始連載。單行本全8卷。
2014年10月改編成電視劇。2015年刊出續篇，講述主角成為大学生的單篇作品《為什麼東堂院聖也19歲還交不到女朋友？》於「Manga box」上發表。

## 劇情簡介
進入縣內第一的高中：德明高中的東堂院聖也，成績優秀、運動萬能、長相清秀的有錢人家孩子，條件如此完美的人卻遲遲沒有女朋友，單身資歷等於年齡，究竟他是否能夠順利脫離單身交到女朋友呢？

## 登場人物

### 德明高校
東堂院 聖也
本作主角。
大堀 惠美
1年年級時的同學。聖也的好朋友。鼓勵沙也加進行告白的助力。
菊池 沙也加
跟聖也從中学生時期就一直很親密。但是聖也只把她當成朋友，導致遲遲不敢告白。
林 由紀
1年3組。
本宮 亮
讓聖也極少數可以敞開心胸的朋友之一。
金子
棒球社員。由紀中学時的學姊。
橘 靜香
2年級時的同學。新学期第一天即被男學生們包圍住的存在。
岡 大地
2年級時的同學。於小学3、4年也在同個班級。
早乙女 瑠璃
日野 良枝
1年級時的同學。想要成為漫画家。
北島 はるか
關西來的轉學生。想要成為漫画家。

### 東堂院家
聖也的父親
資產家。喜歡抽雪茄。
李花
東堂院家服務的傭人。初登場時18歲。

## 出版書籍
| 卷數 | 講談社         | 講談社                 | 東立出版社     | 東立出版社             |
| 卷數 | 發售日期       | ISBN                   | 發售日期       | ISBN                   |
| ---- | -------------- | ---------------------- | -------------- | ---------------------- |
| 1    | 2011年10月4日  | ISBN 978-4-06-380188-0 | 2013年8月14日  | ISBN 978-986-324-518-6 |
| 2    | 2012年2月3日   | ISBN 978-4-06-380202-3 | 2013年8月14日  | ISBN 978-986-324-519-3 |
| 3    | 2012年7月4日   | ISBN 978-4-06-380224-5 | 2013年10月11日 | ISBN 978-986-324-520-9 |
| 4    | 2012年12月28日 | ISBN 978-4-06-380250-4 | 2014年1月17日  | ISBN 978-986-324-562-9 |
| 5    | 2013年5月2日   | ISBN 978-4-06-380270-2 | 2014年7月28日  | ISBN 978-986-332-544-4 |
| 6    | 2013年10月4日  | ISBN 978-4-06-380287-0 | 2015年2月26日  | ISBN 978-986-337-670-5 |
| 7    | 2014年3月4日   | ISBN 978-4-06-381310-4 |                |                        |
| 8    | 2014年9月9日   | ISBN 978-4-06-395205-6 |                |                        |

## 電視劇
由名古屋電視台製作，於2014年10月21日至12月16日期間播出。

### 演員列表
葵山田高校1年A組
- 東堂院聖也 - 小林豊（BOYS AND MEN）
- 大堀恵美 - 岡本あずさ
- 菊池沙也加 - 近野成美
- 本宮亮 - 水野勝（BOYS AND MEN）
- 中田冬馬 - 田中俊介（BOYS AND MEN）※
- 岡大地 - ホリユウキ（犬と串）
- 星野晃太 - 萩原達郎（犬と串）※
- 遠藤 - 田村侑久（BOYS AND MEN）※
- 早川（学級委員） - 本田剛文（BOYS AND MEN）※
- 児玉 - 辻本達規（BOYS AND MEN）※

自戀又輕舉妄動。
- 原田 - 勇翔（BOYS AND MEN）※
- 松井（野球部員） - 吉原雅斗（BOYS AND MEN）※
- 佐伯（野球部員） - 土田拓海（BOYS AND MEN）※
- 中村（野球部員） - 若菜太喜（BOYS AND MEN）※
- 沢田 - 平松賢人（BOYS AND MEN）※

東堂院家
- 李花 - 渡辺奈緒子
- 今田 - 板尾創路※

東堂院家工作的執事。
其他
- 須磨前輩 - 加藤和樹※

葵山田学園高中的畢業生，傳說中的美男子。

#### 旁白
- 渡辺拓海

#### 來賓
- 橘静香 - 岡野真也（第2話）
- 林由紀 - 矢島舞美（℃-ute）（第3話）
- 和也 - 永田彬（第3話）
- 浅井南（野球部マネージャー） - 小島藤子（第4話）※
- 金子 - 川籠石駿平（第4話）
- 桐島まどか - 松山メアリ（第5話）
- 並木由美 - 仁科あい（第6話）
- 武田 - 河合龍之介（第8話・9話）※

### 製作人員
- 演出 - 内田英治、塩崎遵、宮岡太郎
- 脚本 - 松田恵理子、栗原智子
- 攝影協力 - 名古屋文化短期大学、名古屋市立大学
- 企劃 - 福嶋更一郎（名古屋電視台）、谷口誠治（Fortune Entertainment）
- 主要製作人 - 野崎久也（名古屋電視台）、木村元子（MMJ）
- 製作人 - 松岡達矢（名古屋電視台）、本郷達也（MMJ）
- 制作協力 - MMJ
- 制作 - 名古屋電視台、Fortune Entertainment
- 製作著作 - 「為什麼東堂院聖也16歲還交不到女朋友？」製作委員会

### 主題曲
- 片頭曲 - BOYS AND MEN（Fortune Records）
- 片尾曲 - 小林豊（Fortune Records）

### 播放日程
| 各話  | 播放日期 | 標題 | 今週的目標 | 演出     |
| ----- | -------- | ---- | ---------- | -------- |
| 第1話 | 10月21日 |      |            | 内田英治 |
| 第2話 | 10月28日 |      |            | 内田英治 |
| 第3話 | 11月04日 |      |            | 内田英治 |
| 第4話 | 11月11日 |      |            | 塩崎遵   |
| 第5話 | 11月18日 |      |            | 塩崎遵   |
| 第6話 | 11月25日 |      |            | 塩崎遵   |
| 第7話 | 12月02日 |      |            | 宮岡太郎 |
| 第8話 | 12月09日 |      |            | 内田英治 |
| 第9話 | 12月16日 |      |            | 内田英治 |

### 播放電視台
| 播放地區   | 播放電視台   | 播放日期                  | 播放時間             | 聯播網         | 備註       |
| ---------- | ------------ | ------------------------- | -------------------- | -------------- | ---------- |
| 中京廣域圈 | 名古屋電視台 | 2014年10月21日 - 12月16日 | 星期二 0:20 - 0:50   | 朝日電視台系列 | 製作電視台 |
| 東京都     | TOKYO MX     | 2015年1月7日 - 3月11日    | 星期三 22:00 - 22:25 |                |            |

### 相關商品

#### DVD
- DVD Vol.1（2014年12月5日）
- DVD Vol.2（2014年12月19日）
- DVD Vol.3（2015年1月10日）
- DVD BOX（2015年3月28日）

## 外部連結
- Manga box （页面存档备份，存于） - 官網
- 為什麼東堂院聖也16歲還交不到女朋友？ （页面存档备份，存于） - 名古屋電視台
- 東堂院聖也的X（前Twitter） - 電視劇官方帳號